# 香港島專線小巴43M線
香港島專線小巴43M線是香港一條來往峰華邨和柴灣站的小巴路線，由平基投資有限公司營運。

## 簡介及歷史
本路線提供峰華邨、景翠苑、環翠邨往來港鐵柴灣站的接駁港鐵專線小巴服務，是1991年小巴招標路線之一，於1992年投入服務，以配合峰華邨落成入伙。本線主要方便峰華邨居民接駁港鐵及其他公共交通工具，或於柴灣市中心購物，同時方便就讀香港西區扶輪社匡智晨輝學校的學生。
由於營運商以車海戰術營運，加上峰華邨本身處於半山，居民需要用它出入，而且收費便宜，因此備受市民歡迎，客量任何時候相當高，平日上午時段於峰華邨及下午至晚上時段於柴灣站，經常出現排長龍等候本線的情況。儘管如此，營運商卻指本線營運成本急升需加價。

## 行車路線
| 峰華邨開 | 峰華邨開               | 峰華邨開       | 柴灣站開 | 柴灣站開               | 柴灣站開       |
| 序號     | 主要車站位置           | 街道           | 序號     | 主要車站位置           | 街道           |
| -------- | ---------------------- | -------------- | -------- | ---------------------- | -------------- |
| 1        | 峰華邨小巴總站(景翠苑) | 峰霞道         | 1        | 柴灣站小巴總站         | 柴灣站小巴總站 |
| 2        | 峰華邨曉峰樓           | 峰霞道         | 2        | 新翠花園               | 吉勝街         |
| 3        | 匡智晨輝學校           | 翡翠道         | 3        | 環翠邨澤翠樓(青年廣場) | 環翠道         |
| 4        | 興華邨卓華樓           | 環翠道         | 4        | 興華邨卓華樓           | 環翠道         |
| 5        | 青年廣場(環翠邨)       | 環翠道         | 5        | 匡智晨輝學校           | 翡翠道         |
| 6        | 柴灣站小巴總站         | 柴灣站小巴總站 | 6        | 峰華邨小巴總站(景翠苑) | 峰霞道         |

## 用車
現時此路線的用車為6輛豐田Coaster石油氣小巴，並不時有從47M線抽調的用車行走。 
以下為此路線字軌車列表（注意車輛資料未必齊全）： 
| 43M線用車列表 | 43M線用車列表 |
| 車牌          | 車種代號      |
| ------------- | ------------- |
| AV8913        | 2017年7LL     |
| DC2922        | 5LS           |
| FH 876        | 5LS           |
| LH3629        | 5LS           |
| LU4799        | 5LS2          |
| KJ5604        | 2019年7LL     |

## 服務時間
每日峰華邨開：06:00-01:16，5-15分鐘一班

## 外部連結
- 681 巴士總站 V2：港島區專線小巴43M線 （页面存档备份，存于）
- 小巴薈：港島區專線小巴43M線 （页面存档备份，存于）